# Maxime Teixeira
Maxime Teixeira nacido el 18 de enero de 1989 es un tenista profesional francés.Su ranking más alto a nivel individual fue el puesto n.º 154, alcanzado el 5 de marzo de 2012. A nivel de dobles alcanzó el puesto n.º 193 el 11 de enero de 2016.